# 澤斯塔波尼市鎮
澤斯塔波尼市鎮，是格魯吉亞中部伊梅雷蒂大区的市镇，行政中心为澤斯塔波尼。市镇面積为423平方公里，2014年人口数量为57,628人，人口密度每平方公里136人。